# أنطونيو ريفيرو
أنطونيو ريفيرو (بالإسبانية: Gaucho Rivero)‏ هو عسكري أرجنتيني، ولد في 27 نوفمبر 1808 في كونسبسيون ديل أوروغواي في الأرجنتين، وتوفي في 20 نوفمبر 1845.